# Vladimir Doknić
Vladimir Doknic (Vrbas, Serbia, 2 de febrero de 1984), futbolista serbio. Juega de defensa y su actual equipo es el FK Mladost Apatin de Serbia. 

## Clubes
| Club               | País      | Año       |
| ------------------ | --------- | --------- |
| FK ČSK Pivara      | Serbia    | Año       |
| Spartak Subotica   | Serbia    | 2007-2008 |
| Metalurg Skopje    | Macedonia | 2009      |
| FK ČSK Pivara      | Serbia    | 2009-2010 |
| FK Pelister Bitola | Macedonia | 2010      |
| FK Mladost Apatin  | Serbia    | 2010-     |